# Giuseppe Cesare Perola
Giuseppe Cesare Perola (1940 – Ariccia, 17 luglio 2021) è stato un astrofisico italiano.

## Biografia
Giuseppe Cesare Perola è stato un astrofisico italiano che ha contribuito significativamente allo studio della radioastronomia extragalattica, delle radiogalassie, dei nuclei galattici attivi e della crescita dei buchi neri supermassivi. Ha iniziato la sua carriera scientifica presso l'Università di Milano nel 1965, lavorando nel gruppo guidato da Giuseppe Occhialini e Connie Dilworth.
Nel 1968, Perola ha ricevuto una borsa di studio dall'Organizzazione Europea per la Ricerca nello Spazio (ESRO) e ha trascorso due anni presso l'Osservatorio di Leida nei Paesi Bassi per studiare e lavorare sull'astronomia radio extragalattica. Successivamente è tornato all'Università di Milano, dove è stato professore associato di fisica per gli studenti di biologia dal 1971 al 1980.
Nel 1980, Perola è diventato professore ordinario di discipline astronomiche ed astrofisiche, prima presso l'Università "Sapienza" di Roma fino al 1992, e poi presso la nuova Facoltà di Scienze Matematiche Fisiche e Naturali e il Dipartimento di Fisica dell'Università degli Studi Roma Tre fino al suo pensionamento anticipato nel 2007.

## Attività di ricerca
I principali campi di interesse di Perola includono l'origine dei raggi cosmici, le radiogalassie e la loro interazione con l'ambiente, in particolare all'interno degli ammassi di galassie, le proprietà fisiche dei nuclei galattici attivi, la crescita dei buchi neri supermassivi e la scienza con le missioni spaziali, in particolare nel campo dei raggi X. Ha guidato il gruppo che ha identificato e reso pubblici a livello internazionale gli obiettivi scientifici della missione italo-olandese BeppoSAX prima del suo lancio.
In riconoscimento dei suoi contributi all'astrofisica, Perola ha ricevuto il Premio Bruno Rossi 1998 della Divisione di Astrofisica ad alta energia della Società Astronomica Americana (AAS HEAD), che ha condiviso con il team di BeppoSAX e Jan van Paradijs "per la scoperta dell'afterglow X e ottico dei gamma-ray burst, rendendo possibile la soluzione del problema trentennale di fissare le distanze dalle sorgenti dei gamma-ray burst".